# Anneau 5

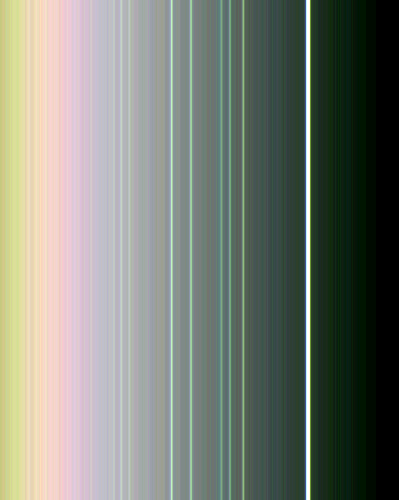
Schéma des anneaux d'Uranus

L'anneau 5 est un anneau planétaire situé autour d'Uranus.

## Caractéristiques
L'anneau 5 orbite à 42 234 km du centre d'Uranus (soit 1,652 fois le rayon de la planète), entre l'anneau 6 et l'anneau 4. Comme la plupart des anneaux d'Uranus, il est très fin et ne mesure qu'environ 2 km de large.